# 胡汝桂
胡汝桂（1532年—？），字芳甫，號小渠，山東兖州府金鄉縣人，軍籍，明朝政治人物。

## 生平
乙卯科（1555年）山東鄉試第十四名舉人。嘉靖三十五年（1556年）中式丙辰科三甲第一百零一名進士。通政司观政，授中书舍人，三十八年升刑部员外郎，四十二年调吏部，历升文选司郎中，隆慶元年（1567年）九月升太常寺少卿提督四夷馆，数日后江西道御史孙代追论胡汝桂先任文选时诸不法事，詔令回籍听勘。三年正月京察，以不及降调。

## 家族
曾祖胡鐸；祖父胡文；父胡洞，生员封中书舍人加吏部郎中；母辛氏封太孺人加宜人。弟汝櫟、汝樞。